# Sparganium natans
Sparganium natans (Їжача голівка плавуча) — вид трав'янистих рослин родини Рогозові (Typhaceae). лат. natans — «плавучий».

## Опис
Трав'янистий багаторічник. Стебла тонкі, як правило, плавучі, до 60 см. Листя зазвичай плаває, ледь підвищене біля основи, плоске, 0.04–0.6 м × 2–6 мм. Суцвіття просте, голови сидячі або стеблові, 0.5–1.2 см діам. Плоди еліпсоїдальні-оберненояйцевидні, від звужених на кінці до з дзьобом, темно-зелені або коричневі, майже сидячі, 1.3–2.5 × 0.9–2 мм. Насіння 1. 2n=30.

## Поширення
Вид більшої частини Європи (країни Балтії, Білорусь, Україна, Австрія, Бельгія, Чехія, Словаччина, Німеччина, Угорщина, Нідерланди, Польща, Швейцарія, Данія, Фінляндія, Велика Британія, Ірландія, Ісландія, Норвегія, Швеція, Болгарія, Італія, Румунія, кол. Югославія, Франція, Іспанія), Західної Азії (Китай, Казахстан, Росія, Туреччина), Японії й Північної Америки (Сен-П'єр і Мікелон, Канада, США). Зростає у від мезотрофних до оліготрофних вод, які можуть бути від злегка підкисленими до сильно вапняних у затоках і бухтах озер, басейнах, канавах і торф'яних копальнях, рідше в невеликих струмках.
В Україні зростає рідко на території Північного Поділля, у НПП «Пирятинський».

## Галерея

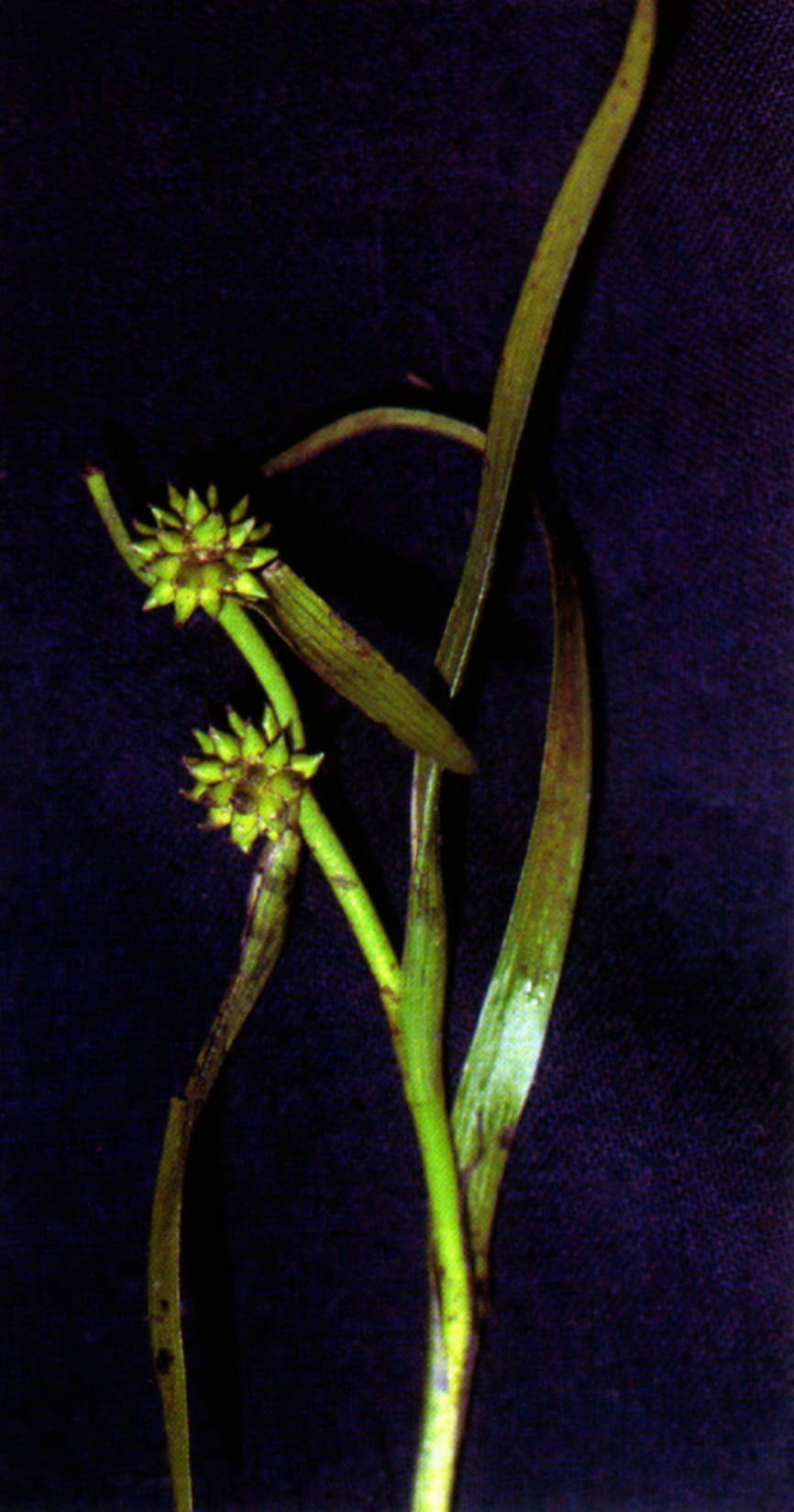
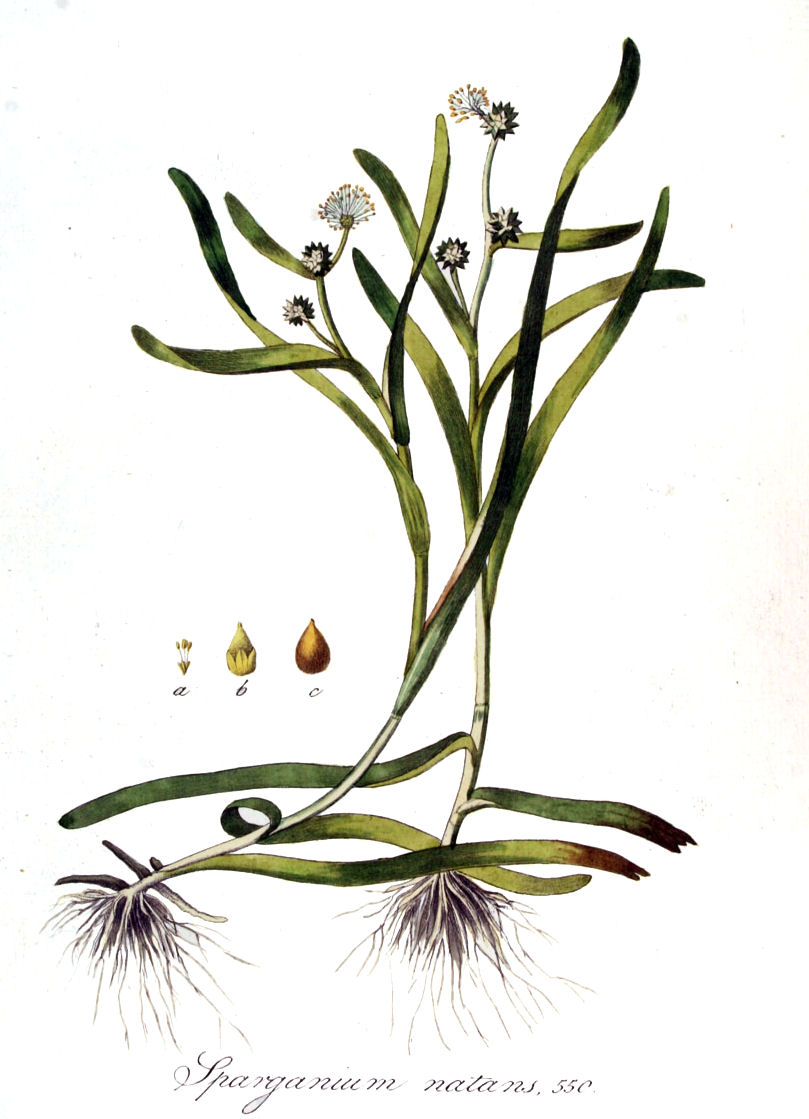